# Рудаков, Евгений Михайлович
Евге́ний Миха́йлович Рудако́в (9 января 1907 по старому стилю— 25 февраля 1940) — советский танкист, Герой Советского Союза (20 мая 1940), командир 394-го отдельного танкового батальона 72-й стрелковой дивизии 15-й армии, капитан.

## Биография
Родился 9 января 1907 года по старому стилю в селе Ярцево Духовщинского уезда Смоленской губернии. Детские и школьные годы прошли в деревне Рыбки Сафоновского района. Рано лишился отца. Окончив пять классов местной школы, стал помогать матери по хозяйству. В 1920 году вступил в комсомол и вскоре возглавил сельскую комсомольскую организацию. С 1923 года работал в Ярцево на хлебокомбинате и учился в вечерней школе.
В 1924 году Евгений Рудаков переехал в Смоленск. Работал строителем. В 1929 году по комсомольской путёвке был направлен в Орловское танковое училище. Окончив училище командовал взводом, затем ротой и батальоном. В 1939 году участвовал в Польском походе.
В конце этого же года капитан Е. М. Рудаков принимал участие в Зимней войне. Командир 394-го отдельного танкового батальона 72-й стрелковой дивизии 15-й армии.

### Последний бой Рудакова
25 февраля 1940 года у населённого пункта Лупикко (Финляндия, ныне — Питкярантский район Республики Карелия), после артиллерийской обработки переднего края финнов, в воздух взвились ракеты, и пехота с танками двинулась вперёд. С наблюдательного пункта капитану Рудакову было видно, как машины медленно ползут к окопам и блиндажам, зарываясь в снег и прокладывая за собой широкие колеи. Танки приостановились и ввязались в бой. Залегли за машинами и пехотинцы.
Спустя полчаса к комбату поступило донесение: «Подбит танк, ранен командир взвода Бляхер, ранен помпотех роты Курдюмов». Потом с передовой сообщили, что ранен политрук Побережный, а затем и командир роты Узелин. Наступление захлебнулось. При температуре сорок градусов мороза пехотинцы залегли под обстрелом. Создалась критическая обстановка, Рудаков принял единственно правильное, на его взгляд, решение. Командирская машина, набирая скорость, помчалась по проложенной в снегу колее туда, где гремели выстрелы. Обогнула подбитый танк, миновала второй, третий… пятый… Дальше пошла сверкающая под холодным солнцем снежная целина, испещренная воронками от взрывов.
До переднего края противника было уже совсем близко, но путь преградили гранитные надолбы. Т-26 остановился, и комбат прильнул к орудийному прицелу. Со второго выстрела загнал снаряд в щель амбразуры дота. Когда оттуда повалил дым и из дота стали выскакивать финны, он взялся за пулемёт. Противник между тем сосредоточил огонь на выдвинувшемся танке. Пули щелкали по броне. Все ближе и ближе рвались мины и снаряды. Захлебнулась в дыму и пламени вторая долговременная огневая точка.
Порой стрельба из Т-26 прекращалась, затем начиналась снова. И умолкали один за другим вражеские пулемёты. Враги отвечали огнём. Комбат принял весь огонь на себя. Тем временем уцелевшие танки подтягивались к машине Е. М. Рудакова, помогая огнём. Пришли в движение и стрелковые цепи. Справа и слева они уже обтекли Т−26 и метр за метром сближались с противником. Капитан интенсивной стрельбой помогал пехоте, продолжая гасить огневые точки и наносить противнику ощутимый урон.
Но к вечеру танк капитана Рудакова замолчал. Когда передовые пехотные подразделения в сумерках выбили финнов с первой линии обороны, у танкистов появилась возможность выяснить судьбу командира батальона. Им открылась потрясающая картина — свидетельство безграничного мужества и стойкости комбата Е. М. Рудакова. Он сидел, безжизненно уронив голову на пулемёт, держа указательный палец на спусковом крючке. На теле капитана обнаружили 12 ран, из них семь сквозных: он сражался до последнего вздоха, до последней капли крови, обеспечивая победу.
Указом Президиума Верховного Совета СССР от 20 мая 1940 года капитану Рудакову Евгению Михайловичу было присвоено посмертно звание Героя Советского Союза.

## Память
- Похоронен в карьере Люппико в трёх км от города Питкяранта, Республика Карелия[1]. Одной из улиц Питкяранты присвоено имя героя.
- На зданиях школы в деревне Рыбки Сафоновского района Смоленской области и хлебокомбината в городе Ярцево в память о земляке установлены мемориальные доски.

## Награды и звания
- Герой Советского Союза (20 мая 1940, посмертно);
- орден Ленина.